# Гідрофіковане кріплення

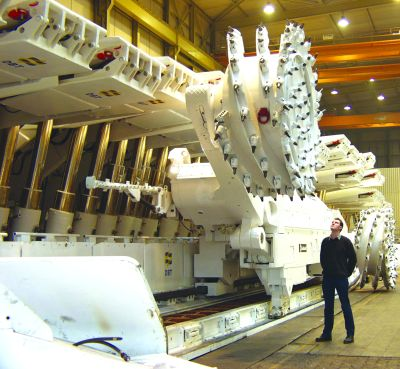
Гірниче обладнання для потужних лав: гідравлічне кріплення, комбайн і конвеєр.

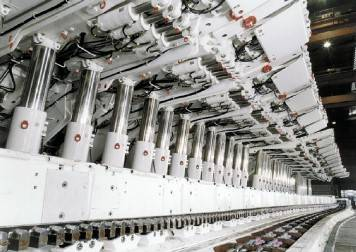
Агрегатне гідравлічне кріплення для лав

Кріплення гідрофіковане, Кріплення гідравлічне (рос. крепь гидрофицированная (крепь гидравлическая), англ. hydraulic powered support, нім. hydraulischer Ausbau m) — гірниче кріплення, що створює опір бічним гірським породам за допомогою гідравлічних розпорних елементів. Застосовується головним чином в очисних виробках. Виділяють індивідуальні гідравлічні стояки та механізоване кріплення. Осн. елемент конструкції Г.к. — гідроциліндр, що заповнюється робочою рідиною. У процесі роботи Г.к. створюється початковий розпір, після чого під тиском бічних порід тиск рідини в порожнині гідроциліндра зростає до номінальної величини і підтримується на певному рівні за допомогою клапана.